# François Bayrou
François René Jean Lucien Bayrou (uitspraakⓘ; Bordères, 25 mei 1951) is een Frans politicus.
Hij heeft zich drie keer kandidaat gesteld voor de Franse presidentsverkiezingen: in 2002, in 2007 en in 2012. Hij was van 1993 tot 1997 minister van Onderwijs en in 2017 korttijdig minister van Justitie. Ook was hij voorzitter van enkele andere centristische politieke partijen, maar in 2007 richtte hij vier dagen na de presidentsverkiezingen zijn eigen politieke partij op: de Mouvement démocrate (MoDem). Op 13 december 2024 benoemde president Emmanuel Macron hem tot premier van Frankrijk.

## Biografie en carrière
Bayrou komt uit het zuiden van Frankrijk. Hij is een katholieke boerenzoon uit de Pyreneeën die op zijn twintigste naar Bordeaux vertrok om daar aan de universiteit letteren te studeren. Hij trouwde datzelfde jaar met zijn huidige vrouw Elisabeth. In de jaren die volgden werden zes kinderen uit hun huwelijk geboren.
Op zijn 23e behaalde Bayrou het aggregaat in de klassieke talen. Zijn vader was daags daarvoor bij een werkongeval om het leven gekomen en daarom hielp hij zijn moeder met het werk op de boerderij. Hij werkte daarbij als leraar op een middelbare school in zijn geboortedorp.
Bayrou is sinds 1982 actief in de politiek. In 1986 werd hij in de Nationale Vergadering verkozen als afgevaardigde voor Pyrénées-Atlantiques. Van 1993 tot 1997 was hij minister van Onderwijs in de regeringen geleid door Édouard Balladur en Alain Juppé. Balladur van de Rassemblement pour la République (RPR) en de toenmalige president Mitterrand waren lid van politiek tegengestelde partijen, een situatie die in Frankrijk cohabitation wordt genoemd. Vanaf 1998 was Bayrou politiek leider van de Union pour la démocratie française (UDF). De UDF kon in het politieke centrum worden gesitueerd, maar werd later omgevormd. Bayrou was de oprichter van de nieuwe partij Mouvement démocrate (MoDem), die hieruit ontstond.
Tijdens de verkiezingscampagne voor het Frans presidentschap in 2002 baarde hij opzien door een tienjarige jongen die hem wilde zakkenrollen een forse tik in het gezicht te geven. 
François Bayrou is een verklaard tegenstander van een eventuele toetreding van Turkije tot de Europese Unie, maar voerde begin 2005 toch campagne vóór het Verdrag tot vaststelling van een Grondwet voor Europa, dat bij meerderheid in een referendum door de Franse kiezers werd verworpen. Dat hij voor de grondwet voor Europa was, hing samen met zijn droom om tot een federaal Europa te komen.
Na 2004 nam Bayrou steeds meer afstand van de centrumrechtse regering en steunde hij geregeld initiatieven van de socialistische oppositie. Een deel van zijn partijgenoten volgde hem daarin, maar in de rechtervleugel van zijn partij leidde zijn gedrag bij onder anderen Simone Veil en André Santini tot onvrede.     

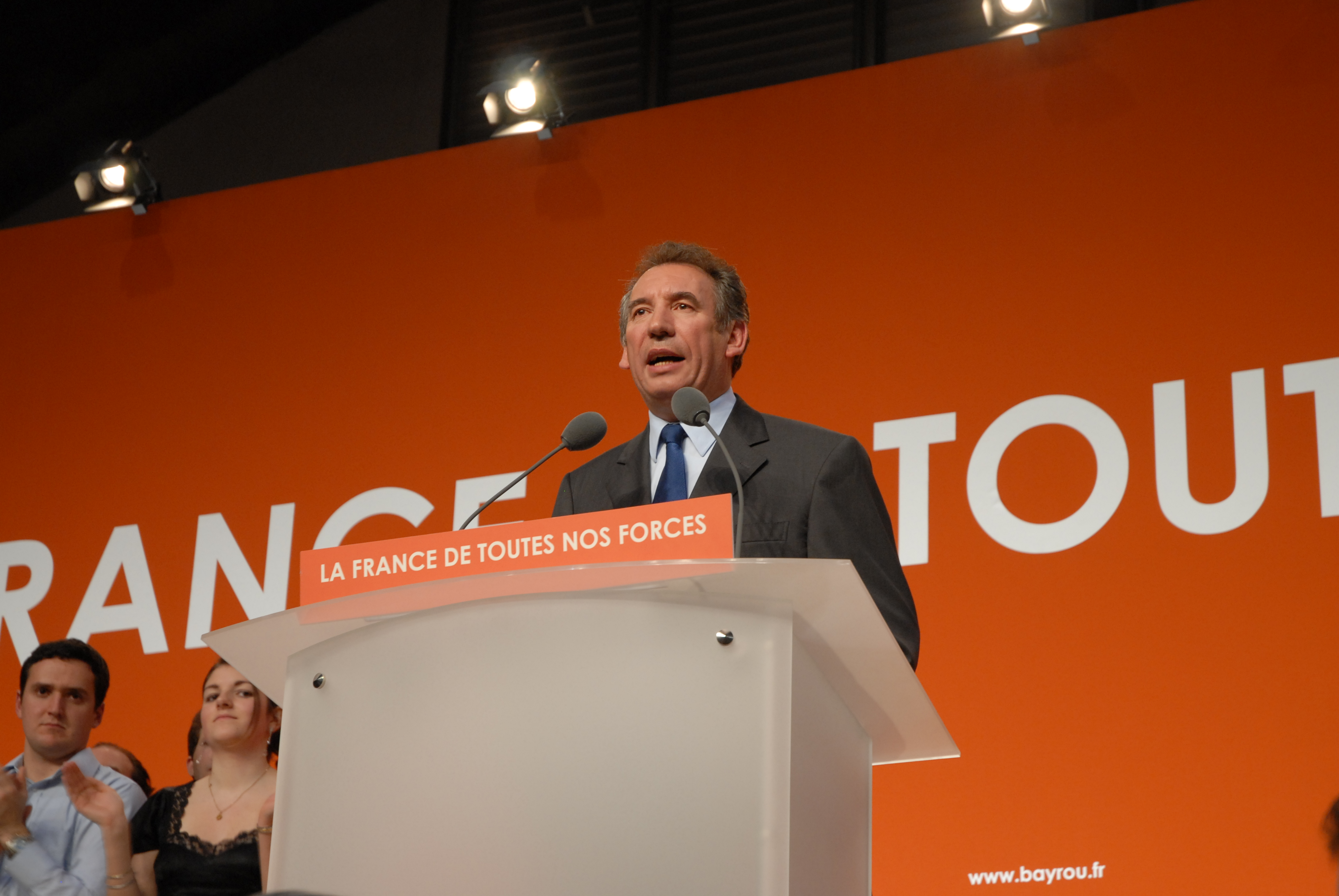
Bayrou tijdens de campagne van 2007

Evenals in 2002 was hij in 2007 kandidaat namens de UDF bij de Franse presidentsverkiezingen. Hij haalde de tweede ronde niet. Opmerkelijk was dat Bayrous partijgenoot en later minister van Onderwijs Gilles de Robien aangekondigde dat hij Nicolas Sarkozy van de concurrerende UMP steunde.
Bij de presidentsverkiezingen van 2012 steunde hij François Hollande, die de verkiezingen won.
In 2017 trok hij zijn kandidatuur in om de onafhankelijke liberaal-democraat Emmanuel Macron te steunen. Op 17 mei 2017 werd Bayrou door de nieuw gekozen president Macron in diens regering onder leiding van Édouard Philippe benoemd tot minister van Justitie. Hij diende op 21 juni 2017 met andere leden van MoDem al zijn ontslag in, nadat er vermoedens rezen dat hij medewerkers deels liet betalen door het Europees Parlement, hoewel die niet werkten voor een parlementariër. Bayrou ontkent dat, maar nam naar eigen zeggen ontslag om de regering niet in de problemen te brengen.
Op 13 december 2024 benoemde president Emmanuel Macron hem tot premier van Frankrijk.